# کوشک قائم‌مقام
کوشک قائم‌مقام مربوط به دوره قاجاریان است و در شهرستان تبریز، بخش مرکزی، چایکنار، پارک قائم‌مقام واقع شده و این اثر در تاریخ ۱۶ اسفند ۱۳۸۴ با شمارهٔ ثبت ۱۴۹۴۵ به‌عنوان یکی از آثار ملی ایران به ثبت رسیده است.